# Locri Epizefiri
Pour les articles homonymes, voir Locres.
Locres Épizéphyre (Λοκροὶ Ἐπιζεφύριοι Lokroi Epizephyrioi en grec ancien, Locri Epizephyrii en latin, Locri Epizefiri en italien) est une polis de la Grande Grèce, fondée sur le littoral de la mer Ionienne au VIIIe siècle av. J.-C. : elle se trouve actuellement en partie sur le territoire des communes de Portigliola et de Locri, dans la ville métropolitaine de Reggio de Calabre, en Calabre.

## Histoire

### Fondation
Les sources relatives à la fondation de Locres Épizéphyre divergent. Selon Strabon, elle a été fondée par des Locriens originaire du Golfe de Crisa, en Grèce, et guidés par un oïkiste du nom d'Euanthès peu de temps après la fondation de Crotone et de Syracuse,. Le général grec Polybe affirme qu'elle aurait été fondée par des colons grecs originaires de la Locride orientale, en face de l'île d'Eubée. Cette hypothèse est soutenue par l'orateur et historien grec Éphore de Cumes ainsi que par le poète latin Virgile qui nomme les fondateurs de Locres Épizéphyre les Narici.
Selon Polybe et Pausanias le Périégète, la fondation de Locres Épizéphyre concorde avec la première guerre de Messénie, donc bien avant la création des autres cités grecques de la Grande-Grèce sur le littoral de la mer Ionienne. Eusèbe de Césarée, quant à lui, place la fondation de la cité en 673 av. J.-C.. Jérôme de Stridon (347-420) situe la création à 679, et selon Strabon, elle suit de peu la fondation de Syracuse (en 733) et de Crotone (en 710) et elle daterait donc de la fin du VIIIe siècle av. J.-C. Aristote soutient que les fondateurs de la ville auraient été des esclaves alliés de Sparte durant la première guerre de Messénie qui auraient fui avec les femmes de leurs maîtres. Cette hypothèse, bien que réfutée par Timée de Locres, est affirmée par Polybe qui dit avoir recueilli les témoignages des descendants de ces esclaves.
Le premier habitat grec est construit à l'endroit indiqué par l'Oracle de Delphes, c'est-à-dire aux environs du Cap Zéphyrion, dont la ville de Locres Épizéphyre tient d'ailleurs le nom, sur le territoire de l'actuelle commune de Bruzzano Zeffirio. Cependant, après quelques années d'occupation des lieux, les colons se déplacent 20 kilomètres plus au nord, dans la zone comprise entre la mer Ionienne, la rivière Gérace et la rivière Portigliola, sur le territoire des actuelles communes de Locri et de Portigliola. Locres Épizéphyre est connue depuis l'antiquité pour avoir été la patrie du législateur Zaleucos qui rédigea, aux alentours du VIIe siècle av. J.-C., les premières lois écrites du continent européen à l'usage de sa cité natale, lois qui restèrent en vigueur pendant plus de deux cents ans.
À la fin du VIIe siècle av. J.-C., entre 650 et 600, Locres Épizéphyre fonde deux colonies : Hipponion (actuelle ville de Vibo Valentia, chef-lieu de la province du même nom) et Medma (actuelle ville de Rosarno) pour faire face à la cité rivale de Crotone et à sa politique expansionniste.

### L'alliance avec Rhêgion

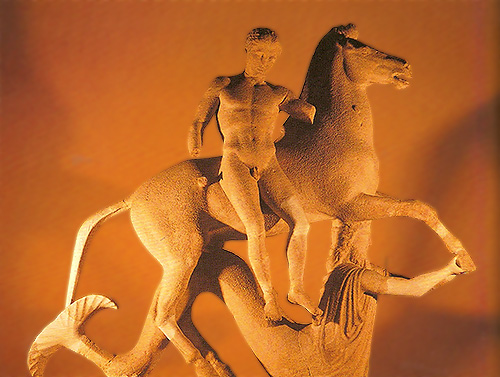
Une statue des Dioscures provenant de Locri.

Entre 560 et 550, la cité de Locri Epizefiri s'allie à celle de Rhêgion pour stopper l'avancée et l’expansion de la cité de Kroton vers le sud. Ensemble, elles gagnent la bataille de la Sagra, au bord de la rivière Sagra (actuel Turbolo) à proximité de la cité de Kaulon,.
Selon la légende, les armées des Locriens et des Reggiani ne comptaient que 15 000 hommes au total contre les 130 000 hommes de Kroton, mais les premiers remportèrent quand même la bataille grâce au soutien du dieu Zeus et à l'intervention mythique des Dioscures qui seraient apparus à cheval. À la suite de cette victoire, le culte des Dioscures commence à être pratiqué par les cités de Locri et Rhêgion et des temples en leur honneur y sont construits ; leurs vestiges sont aujourd'hui conservées au Musée national de la Grande-Grèce,.

### L'alliance avec Syracuse

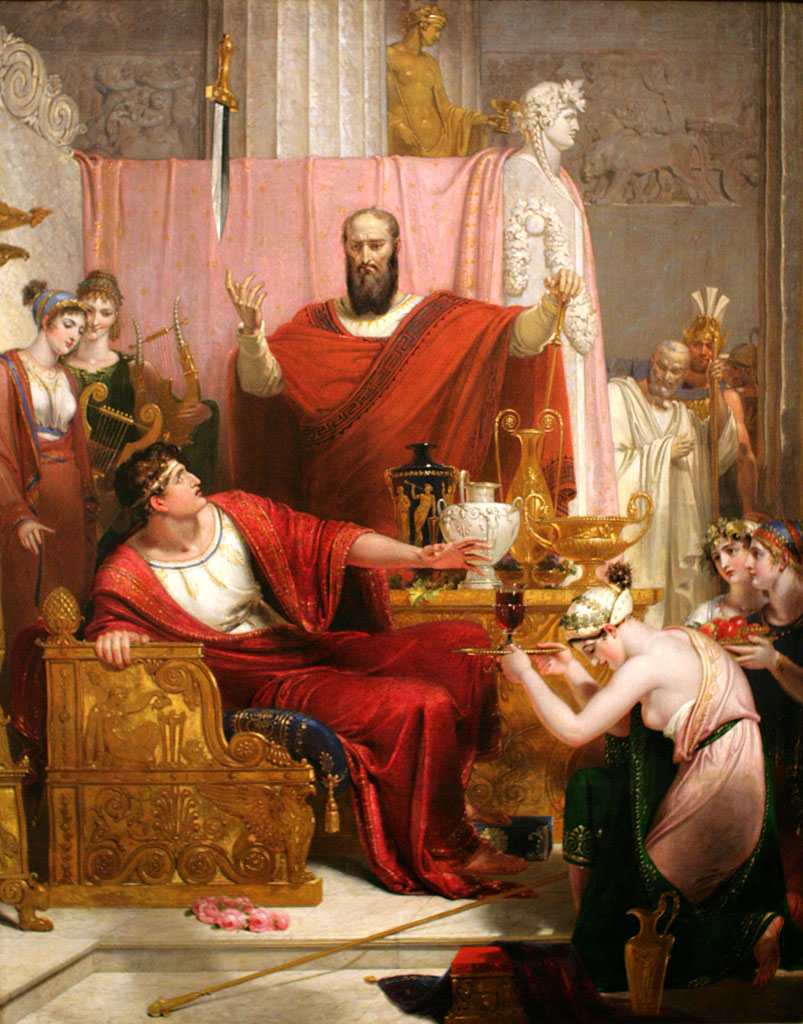
Le tyran Denys l'Ancien.

Le Ve siècle av. J.-C. voit les liens entre Locri Epizefiri et les tyrans de la cité de Syracuse, en Sicile, se resserrer. Le savant grec Hérodote rapporte qu'en 493 av. J.-C., un groupe de migrants originaire de l'île de Samos, au large de la Turquie, vient s'établir à Locri.
En 477 av. J.-C., le tyran de Rhêgion, Anaxilas II, décide d'envahir la cité de Locri et ses habitants font alors appel à l'aide du tyran de Syracuse, Hiéron Ier, pour les protéger. Ensuite, quand la cité d'Athènes, alliée de Rhêgion, organise une expédition en Sicile, Locri Epizefiri vient en aide à Syracuse.
L'alliance entre Locri et Syracuse est définitivement scellée quand le nouveau tyran de la cité sicilienne, Denys l'Ancien, épouse Doris, une aristocrate locrienne. En 389 av. J.-C., le tyran syracusain bat la Ligue italiote, alliance politico-militaire de nombreuses cités du nord de la Grande-Grèce, et donne à Locri les terres de Kaulon et de Scolacium qui délimitaient la frontière nord avec la cité ennemie de Kroton, tandis qu'au sud, la frontière avec Rhêgion est le fleuve Halex, sur le territoire de l'actuelle commune de Palizzi. Le IVe siècle av. J.-C. est pour la cité de Locri Epizefiri une période de splendeur artistique, économique et culturelle. Pendant la période de l'influence du tyran Denys l'Ancien sur la ville est créée l'École pythagoricienne de Locri par la poétesse Nossis, les philosophes Timée de Locres et Échécrate ainsi que par le poète et musicien Arion de Méthymne. Selon Cicéron, cette école accueillit même le philosophe Platon,.
Après la mort de Denys l'Ancien en 367 av. J.-C., son fils le tyran Denys le Jeune lui succède à la tête de Syracuse. Dix ans plus tard, en 357 av. J.-C., Denys est banni de Syracuse après un coup d'état de son oncle et il s'exile à Locri dont il devient le tyran en mettant fin au gouvernement démocratique. Sa politique contre les aristocrates locaux visaient à mieux asseoir son pouvoir et à préparer un possible retour dans sa patrie natale, mais après qu'il a vidé les caisses de la cité en 347 av. J.-C., le peuple locrien s'insurge contre lui et le chasse de la ville après avoir tué sa famille. Locri Epizefiri redevient alors démocratique.

### Conquête romaine
En 280 av. J.-C., Locri s'allie avec le roi des Molosses Pyrrhus Ier, un cousin d'Alexandre le Grand, entrant ainsi dans la guerre entre Romains et Samnites, ce qui lui permet de conclure une alliance stable avec la cité de Tarente, dans les Pouilles. Cependant, après quelques années de conflit, les Locriens changent de camp pour s'allier avec les Romains, ce qui cause le saccage de la ville par Pyrrhus Ier.
Entre 216 et 215 av. J.-C., pendant la deuxième guerre punique, Locri se rallia aux Carthaginois et fut occupée par Hannibal Barca. En 206 av. J.-C., Scipion parvint à la soumettre. La ville est alors occupée par les Romains, dirigés par le légat Pléminius. Sous son commandement, les militaires romains accumulent les exactions (viols, pillages, etc.). Ils se partagent même les trésors sacrés, dont celui de Proserpine, qui était une déesse majeure des Locriens. Des tribuns militaires romains s'opposent à Pléminius, ce qui entraîne des bagarres entre les militaires soumis à Pléminius et ceux qui suivent les tribuns. Scipion revient de Messine et condamne les tribuns. Pléminius agit à sa guise, au point que des Locriens se rendent à Rome pour se plaindre auprès des sénateurs du sort qu'ils subissent. Cette plainte est entendue et le Sénat envoie des légats pour juger de la situation. Ceux-ci s'emparent de Pléminius et rétablissent l'ordre. L'argent du trésor de Proserpine est rendu et le sénat romain en ajoute pour effacer le crime des armées romaines contre cette déesse. Locri sera donc, à partir de 215 av. J.-C., considérée définitivement comme l'alliée de Rome,.
Ceux-ci en font un municipe. Progressivement et à cause des incursions arabes, les locriens se déplacent vers la ville de Gerace, située sur les hauteurs, jusqu'à ce que la cité disparaisse aux alentours du VIIIe siècle.

## Archéologie

### Histoire de la recherche
Dès le Moyen-âge, les vestiges de la cité antique ont attiré l’attention des habitants de la région : ceux-ci servent avant tout de carrière de pierre (des blocs sont visibles dans la cathédrale de Gerace). À partir du XVIe siècle, les érudits calabrais tentent de retracer l’histoire prestigieuse des cités antiques de la région, Locres est alors mise en rapport avec la ville médiévale de Gerace, dans l'arrière pays. Des auteurs du XVIIIe siècle comme l’Abbé de Saint-Non ou Swinburne se rendent sur place et décrivent, plus ou moins précisément, les lieux. Leurs récits montrent qu’en 1777, deux colonnes sont encore debout sur le site antique, probablement à Casa Marafioti, et des vestiges de l’enceinte romaine en briques sont visibles. La construction de la demeure du Prince Carafa della Roccella (aujourd’hui le Casino Macri, à Centocamere) englobe une partie de ces vestiges. Au cours de cette période, l’intérêt se concentre principalement sur les inscriptions, transportées à Gerace entre le XVIe et le XIXe siècle.
La venue du Duc de Luynes marque l’historiographie de la cité : le français explore le site et propose un premier plan en 1830. À la suite de ses fouilles, une grande partie des blocs du temple de Casia Marafioti sont emportés par les habitants de la zone. En 1849, l’érudit Antonio Capialbi publie une traduction des recherches de Luynes accompagnée de l’étude de plusieurs inscriptions latines de Locres. En 1856, Pasquale Scaglione, habitant de Gerace, publie une « Storia di Locri e di Gerace », destinée à l’aristocratie calabraise. Dans le même temps, la construction du nouveau centre de Gerace accelère la destruction des vestiges antiques. En 1879, François Lenormant attire l’attention sur la situation et fait stopper les destructions. Dix ans plus tard, une première campagne archéologique est menée par une équipe italo-allemande, dirgiée par Eugen von Petersen et Paolo Orsi. Les résultats sont publiés dans la revue « Notizie degli Scavi » en 1889 et 1890. Paolo Orsi étend rapidement les recherches à l’ensemble de la cité et s’intéresse aux objets découverts et conservés par divers collectionneurs de la région.

Paolo Orsi

En 1902, Paolo Orsi est rappelé sur le site où il constate des destructions et l’amplification des pillages. Ses recherches le conduisent à travailler sur les nécropoles préhelléniques et sur le dépôt votif de Mannella dont sont issus les fameux pinakes de Locres. Sous son impulsion, le Ministère fait l’acquisition de la collection Candida, conclue en 1907 par le directeur du musée de Tarente où le matériel est emporté et en partie publié (il revient en Calabre en 1985). Avec l’organisation de la tutelle archéologique italienne, la Calabre se dote de sa propre surintendance archéologique dirigée par Paolo Orsi, qui poursuit ses travaux à Locres jusqu’en 1915 (Mannella, nécropoles indigènes, Casa Marfioti, nécropole de Luficero…). C’est ensuite le surintendant Paolo Enrico Arias qui reprend les fouilles en 1940 en travaillant sur le théâtre et à Grotta Caruso (sanctuaire des nymphes).
Après guerre, le gouvernement envoie Gaspare Oliverio avec pour mission d’ouvrir un vaste chantier pour former les jeunes étudiants de la Scuola Nazionale di Archeologia di Roma. En 1950, près de la côte, la fouille du quartier de Centocamere débute. Oliverio pensait découvrir le temple de Perséphone, mais ce sont des quartiers d’habitation, des ateliers de potier, une partie des murs et la Stoà a U qui sont mis au jour. Ces fouilles permettent pour la première fois d’étudier l’habitat et d’aborder la vie quotidienne, mais elles cessent avec la disparition du directeur en 1956 et ne sont pas publiés. Le surintendant Alfonso De Franciscis reprend les travaux archéologiques la même année au sanctuaire de Marasà et au théâtre. En 1959, une fouille clandestine met au jour le coffre en pierre de contrada Pirettina, près du théâtre : une partie de son contenu est déjà revendue quand Ugo Serafini fait arrêter le pillage. Les archives du temple de Zeus découvertes dans le coffre sont publiées par De Franciscis, qui travaille également sur les tours de Castellace et Marzano, ainsi que sur la nécropole de Lucifero. En 1969, la surintendance collabore avec l’Istituto di Archeologia dell’Università di Torino et relance les fouilles à Centocamere, sous la direction de Giorgio Gullini et Marcella Barra Bagnasco. En 1979, un nouveau secteur de la nécropole est exploré à Parapezza. En 1984, les fouilles se déplacent vers le secteur sud de Marasà. Les murailles et le théâtre font l’objet de sondages entre 1976 et 1988). Entre 1981 et 1982, le grand complexe tardo-antique (Palatium et édifice thermal) est exploré. En 1982, le fameux Trône Ludovisi est relié par la communauté scientifique au temple de Marasà.
La collaboration avec l’Université de Turin se poursuit, sous la direction à présent de Diego Elia, avec la fouille du secteur environnant Casino Macri.

### Implantation urbaine
Le territoire de la cité de Locri était occupé bien avant la colonisation grecque. En effet, on a retrouvé des tombes sous la forme de petites grottes creusées dans la roche aux lieux-dits de Canale, Janchina et Patariti. Celles-ci dateraient du IXe siècle av. J.-C..
La partie résidentielle de Locri prend la forme d'un tissu de rues parallèles construit selon le principe de l'urbanisme grec, c'est-à-dire en plan hippodamien avec des voies de 4,5 mètres de largeur. Elle descendait des monts vers la vallée et le littoral pour permettre à l'eau de mieux s'écouler. Outre les petites rues, d'autres grandes rues (dont l'actuelle Via Dromo, artère principale de Locri, est surement un vestige), mesurant 14 mètres de largeur menaient à des lieux importants de la vie citadine, comme l'agora.
La seule zone d'implantation urbaine où ont lieu les fouilles depuis la première campagne archéologique menée par Paolo Orsi en 1908 est appelée Centrocamere. Ce lieu était à l'époque de la Grande-Grèce un des principaux quartiers de la cité. On y a retrouvé les vestiges de la Maison des Lions, datant du début du IIIe siècle av. J.-C., nommée ainsi en raison des bas-reliefs représentant des lions que l'on peut y voir. Aujourd'hui la plus grande habitation découverte sur le site archéologique avec ses 400 m2, elle comprend un grand portail fait en marbre coloré, un andrôn et une salle de bain privée avec une baignoire en terre cuite et des latrines, chose assez insolite pour l'époque. La zone de Centrocamere fut abandonnée à la fin du IIIe siècle av. J.-C. puis remplacée par une nécropole pendant la période romaine.

### Mur d'enceinte
La cité de Locri Epizefiri était entourée d'un mur d'enceinte de 7,5 km de long. Sa construction débuta vers 550 av. J.-C., mais la partie encore visible de nos jours, située au lieu-dit Parapazza-Marasà, a été bâtie au IIIe siècle av. J.-C. L'enceinte était de forme rectangulaire, allongée le long du littoral de la mer Ionienne et comprenait aussi des hameaux placés sur les hauteurs comme Castellace, Abbadessa et Mantella. Elle se composait de pans de murailles et de tours à base circulaire.

### Temples et sanctuaires
Temple ionique

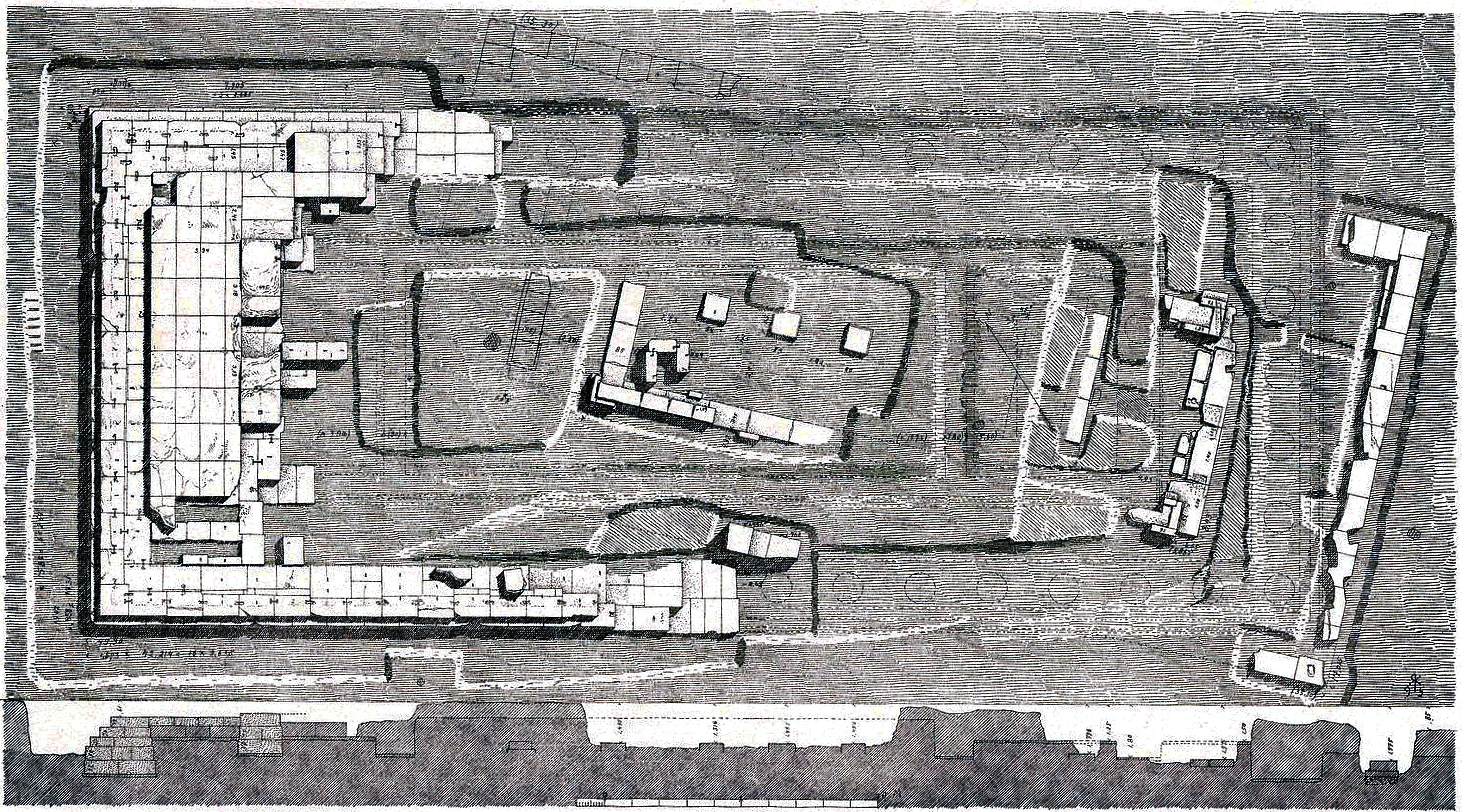
Le Temple ionique.

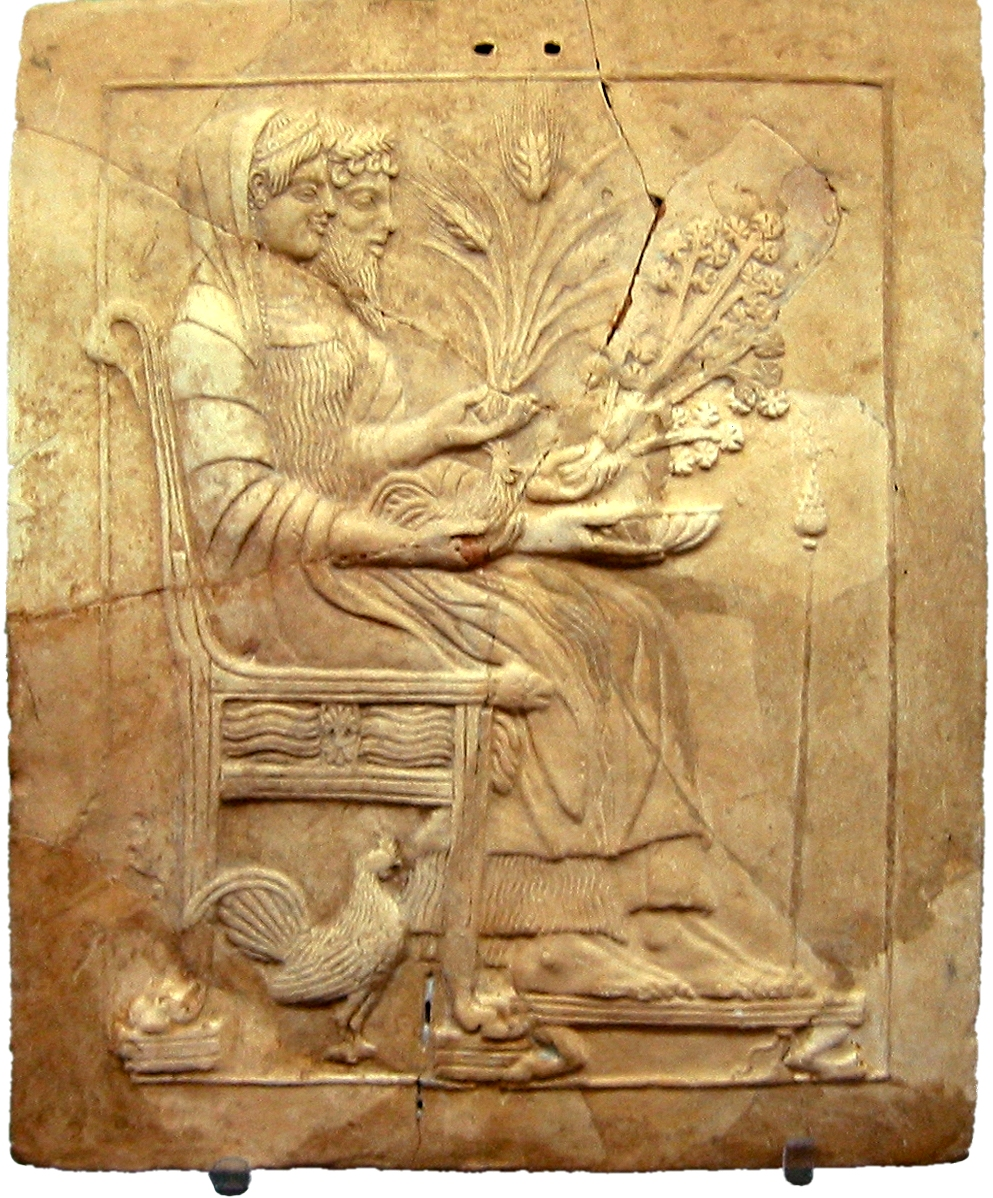
Pinax (tableau) représentant Perséphone et Hadès, sur le sanctuaire de Mannella.

Le Temple ionique se trouve au lieu-dit Marasà, à proximité de l'Antiquarium de Locri et des vestiges du mur d'enceinte. Il était le lieu de culte le plus important des habitants de la cité de Locri Epizefiri. Construit à la fin du VIIe siècle av. J.-C., il se composait à l'origine d'une simple cellule rectangulaire à laquelle sera ajoutée des colonnades au VIe siècle av. J.-C. En 480 av. J.-C., l'édifice original est détruit pour être remplacé par un nouveau temple ionique aux dimensions bien plus grande avec 17 colonnes sur les côtés longs et 7 colonnes sur les côtés courts. Le fronton et l'avant du temple ont été décorés au Ve siècle av. J.-C. avec deux statues de Dioscures qui se trouvent aujourd'hui au Musée national de la Grande-Grèce.
Sanctuaire d'Aphrodite
Le sanctuaire d'Aphrodite, construit à la fin du VIIe siècle av. J.-C., se trouve dans la zone de Centocamere en dehors des murs d'enceinte. Anciennement connu sous le nom de Stoà ad U, il est agrandi à partir de 550 av. J.-C.. Il se composait de plusieurs petites salles de tailles égales placées autour d'une cour où ont été retrouvés 371 puits sacrés contenant des restes d'animaux et des objets religieux. Ce lieu a servi pour la prostitution sacrée.
Le célèbre Trône Ludovisi, découvert à Rome en 1887, a été solidement relié au sanctuaire de Marasà. Le panneau sculpté au centre est habituellement identifié à Aphrodite sortant de la mer, cette scène représenterait en effet Vénus anadyomène.
Sanctuaire de Perséphone
Le sanctuaire de Perséphone se trouve au lieu-dit Mannella, à l'extérieur de la cité grecque et entre les monts de Mannella et Abbadessa. Construit dans la deuxième moitié du Ve siècle av. J.-C., il s'appelait précédemment le Persephoneinon. Il a été redécouvert en 1910 par l'archéologue Paolo Orsi qui y a effectué des fouilles et retrouvé dans le voisinage une des plus importantes collections d'offrandes votives de la Grande-Grèce, aujourd'hui conservée au Musée national de la Grande-Grèce.
Temple de la Maison Marafioti
Ce temple, dédié à Zeus, a été identifié dès 1781 à proximité de la Maison Marafioti. Il daterait d'entre 540 et 520 av. J.-C.. Des fouilles y ont été effectuées à partir de 1830 par le duc Honoré Théodoric d'Albert de Luynes, puis en 1910 par Paolo Orsi qui y a retrouvé une statue des Dioscures, les fils de Zeus.

### Théâtre gréco-romain
Le Théâtre de Locri, au lieu-dit Pirettina, a été bâti par les Grecs au IVe siècle av. J.-C., puis modifié de manière importante par les Romains pour pouvoir accueillir 4 500 spectateurs. Pendant la période de la Grande-Grèce, il a également été utilisé pour servir d'assemblée politique. Il a été construit en se servant du relief naturel d'une colline orientée vers la mer. Ses vestiges ont été découverts en 1940 par Paolo Enrico Arias (1907-1998), puis les fouilles ont été complétées par Alfonso De Franciscis.

### Nécropole
Il existe trois nécropoles grecques différentes à Locri Epizefiri, toutes en dehors du mur d'enceinte : la première est la nécropole Parapezza au lieu-dit du même nom, la seconde est celle de Monaci et la troisième est celle de Lucifero. Cette dernière est la plus connue avec ses 1 700 tombes datant du VIIe siècle av. J.-C. au IIe siècle et découverte entre 1910 et 1915 par Paolo Orsi. Il existe aussi plusieurs nécropoles romaines qui se trouvent à l'intérieur des murs de la cité, comme au lieu-dit Saletta où a été retrouvé le sarcophage d'Ottaviano Crescente datant de l'an 200.

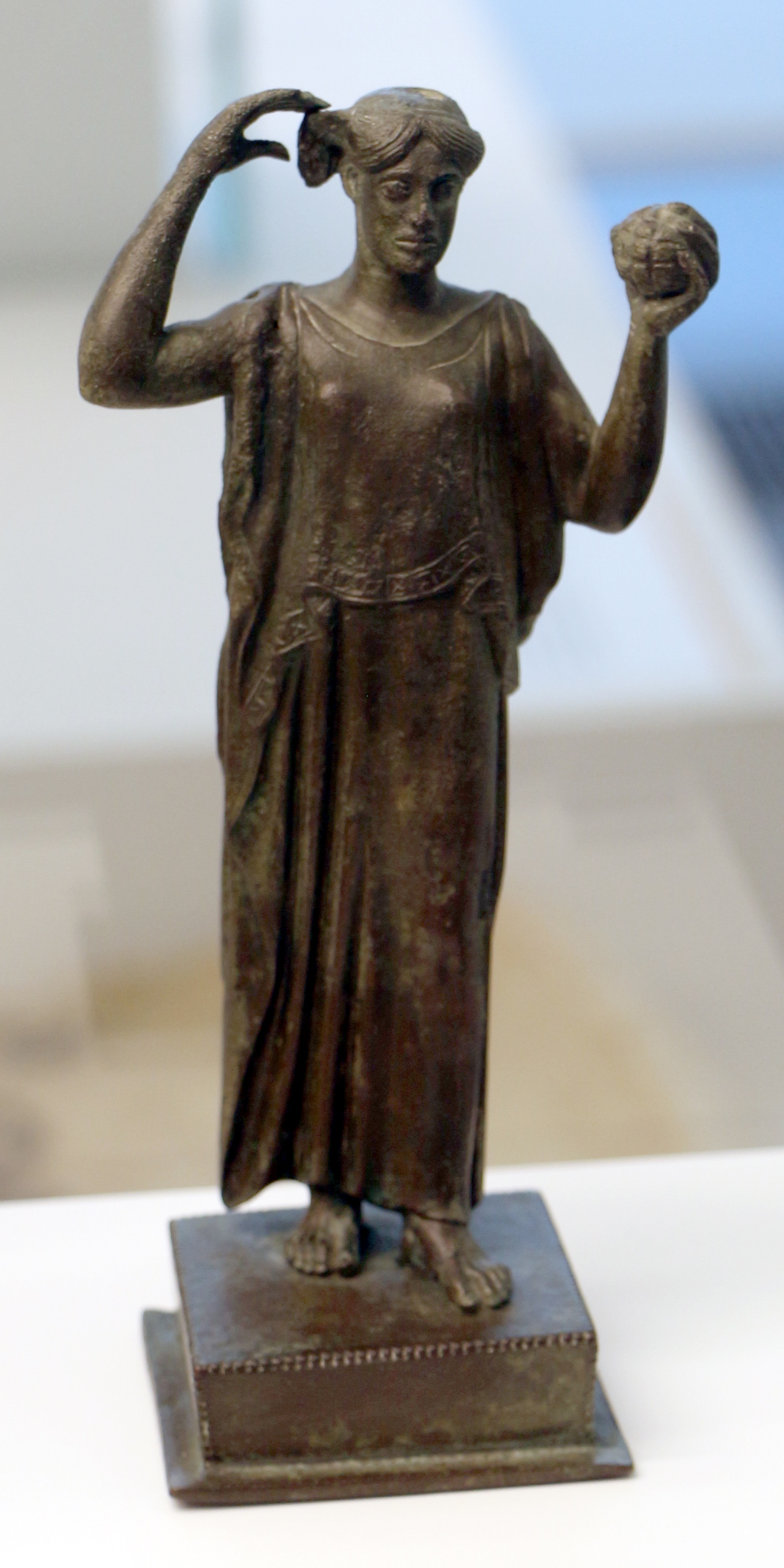
Manche de miroir de Locres (Museo Archeologico Nazionale di Reggio Calabria).

### Antiquarium de Locri

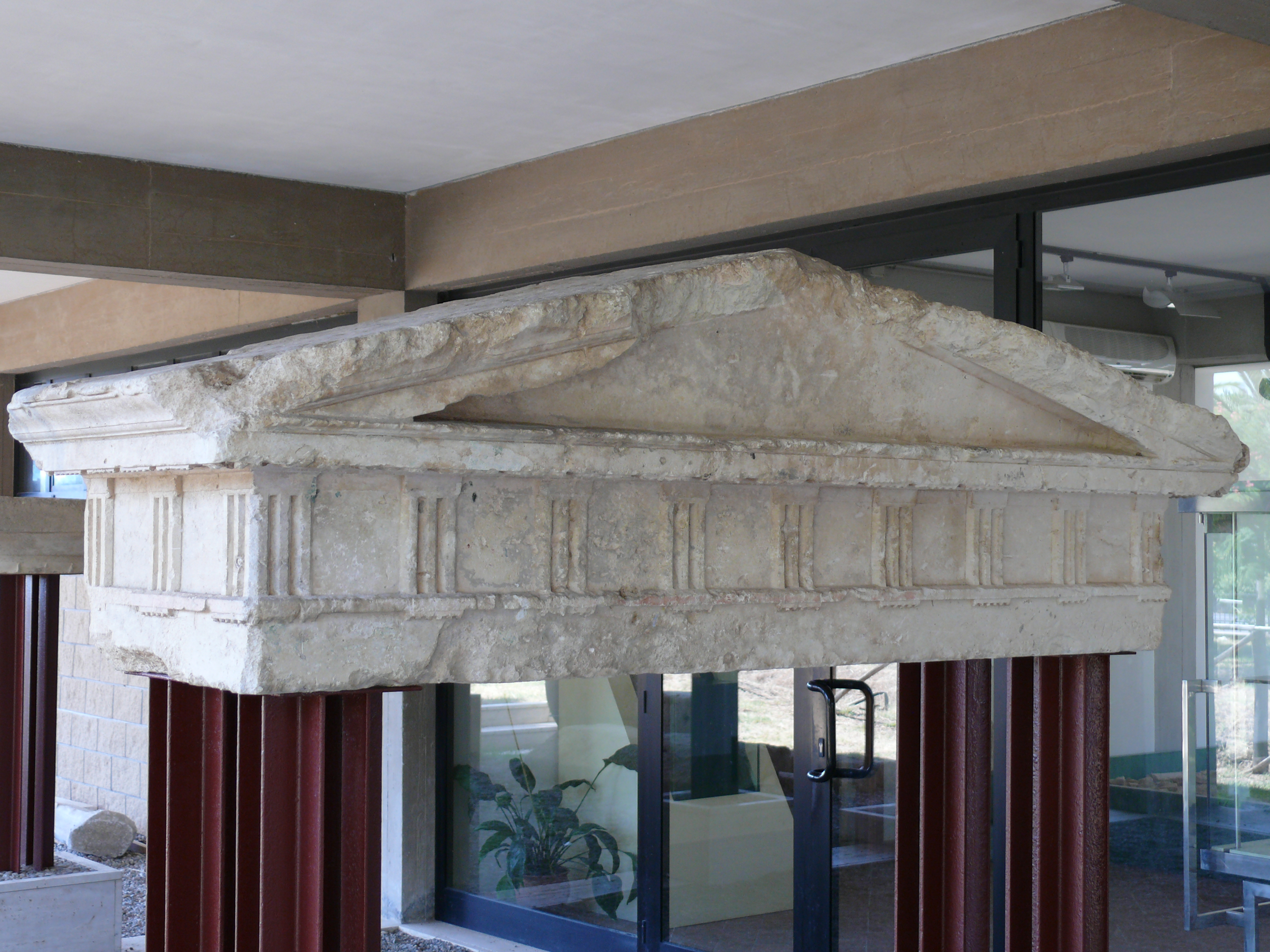
Un bloc architectural (fragment de naïskos) du, installé devant l'Antiquarium.

Le musée archéologique national de Locri Epizefiri se trouve aux abords du site archéologique de Marasà, au km 95 de la route SS106. Réalisé selon un projet de l'architecte G. De Franciscis en 1971, il est dénommé "Antiquarium di Locri". Il réunit les collections de l'ancien Musée Civique, aujourd'hui fermé, et des pièces archéologiques provenant de l'ancienne cité et qui appartenaient auparavant à la Surintendance des Biens Archéologiques de Calabre et à l'Université de Turin (chargée d'une partie de la fouille, dans le secteur du Casino Macri).
Il s'étend sur deux étages avec au premier des collections des sarcophages de la nécropole Lucifero datant du VIe siècle av. J.-C. au IVe siècle av. J.-C., des tables de bronze trouvées près du théâtre, des offrandes votives du sanctuaire de Perséphone ainsi que des objets grecs provenant de la collection privée, rassemblée à partir de 1928, de l'avocat Domenico Scaglione,. Des blocs architectoniques sont visibles à l'extérieur du bâtiment.

## Personnalités liées
- Nossis, poétesse du IIIe siècle av. J.-C. originaire de Locri et écrivant des épigrammes.
- Timée de Locres, philosophe pythagoricien né à Locri ayant vécu au Ve siècle av. J.-C.
- Mélinno, poétesse grecque du Ier siècle apr. J.-C., originaire de Locri,
- Xénocrite (en grec ancien : Ξενόκριτος) le plus ancien poète connu en Occident (2e moi. VIIe s.), inventeur du péan, créateur de l’harmonie locrienne, un des 9 maîtres de la poésie lyrique grecque.
- Zaleucos, législateur mythique grec des Locriens Epizéphyriens au VIIe siècle av. J.-C.